# 김태홍 (정치인)
김태홍(金泰弘, 1942년 9월 27일~2011년 10월 18일)은 대한민국의 언론인 출신 정치인이다. 광주광역시 북구청장과 제16·17대 국회의원을 역임하였다.

## 학력
- 1954년 수창국민학교 졸업
- 1957년 광주서중학교 졸업
- 1960년 광주제일고등학교 졸업
- 1966년 서울대학교 문리과대학 사학 학사

## 경력
- 한국일보, 연합통신 기자
- 제20대 한국기자협회 회장
- 민주언론운동협의회 사무국장
- 민주언론협의회 공동대표
- '말'지 창간, 발행인
- 한겨레신문 창간 3인
- 한겨례 기초위원
- 한겨례 제작.판매.광고.발전기금 담당이사
- 1995~1998 민선1기 광주역시 북구청장
- 1998~2000 광주광역시 정무부시장
- 제16대 국회의원(광주 북구 을, 새천년민주당, 초선)
- 새천년민주당 홍보위원장
- 열린우리당 창당발기인
- 열린우리당 중앙위원
- 열린우리당 제4정조위원장
- 제17대 국회의원 (광주 북구 을, 열린우리당, 재선)
- 열린우리당 윤리위원장
- 제17대 국회 후반기 보건복지위원회 위원장

## 수상
- 1998 제3회 한국지방자치경영대상
- 1997 KBS 교통문화 대상
- 1987 제1회 카톨릭 언론인상

## 역대 선거 결과
|  | 83.86% |

|  | 88.49% |

|  | 55.70% |

## 같이 보기
- 북구 을 (광주)
- 광주 북구의 국회의원
- 광주 북구청장